# Ventenatinae
Ventenatinae je podtribus travovki , dio tribusa Poeae, potporodica  Pooideae
Tipični rod je bodljozub, lat. Ventenata, a priznato je 8 rodova, od kojih 3 imaju predstavnike i u Hrvatskoj.

## Rodovi
1. Subtribus Ventenatinae Holub ex L. J. Gillespie, Cabi & Soreng
  1. Apera Adans. (5 spp.), slakoperka
  2. Bellardiochloa Chiov. (6 spp.), livadarka
  3. Nephelochloa Boiss. (1 sp.)
  4. Ventenata Koeler (4 spp.)
  5. Parvotrisetum Chrtek (1 sp.), zobičica
  6. Gaudinopsis (Boiss.) Eig (5 spp.)